# 郝诒纯
郝诒纯（1920年9月1日—2001年6月13日），女，湖北咸宁人，生于湖北武昌，中国古生物学家、地质学家、教育家、社会活动家。曾任中国地质大学教授、九三学社中央委员会副主席、全国妇联副主席。长期致力于生物地层学、古生物学和微体古生物学科研和教学。

## 生平

### 早年
郝诒纯原籍湖北咸宁，1920年9月1日生于湖北武昌。其父郝绳祖是清末秀才，随她的祖父学习中医，后加入同盟会，第一次国民大革命期间曾出任武汉政府湖北省司法厅厅长兼高等法院院长。

### 求学与任教
郝诒纯随父母于1930年迁到北平。她在北京师范大学女附中上初中期间成绩优秀，后因参加一二·九运动被学校除名，后考入北平市立女一中高中部。1936年加入「中华民族解放先锋队」，被选为北平西城区区队长，同年年底加入中国共产党。1938年由天津市耀华中学考入国立西南联合大学，先学历史，后受袁复礼、王钧衡等人的影响改学地质学。期间其促成中国共产党的外围组织“群社”的建立，又连续两年当选为西南联合大学学生会主席。1943年毕业于国立西南联合大学地质地理气象学系，在云南地质调查所任技士，同时在云南大学矿冶系兼课。1943年考取清华大学地学系研究生，1945年获中国地质学会设的马以思女士奖学金。抗日战争胜利后回到北平，1946年于清华大学地层古生物学研究生毕业，后在北京大学地质系任助教兼系主任秘书。
1952年，中国高等学校院系调整，她调到北京地质学院任教，先后任讲师、副教授、教授，古生物教研室副主任、主任。后加入九三学社。1954年，她带领生产实习队给山西某生产单位填制了两幅半1：5万地质图，提交了4个煤田的详查报告，受到地质部的表扬。1956年，她与杨遵仪、陈国达两教授合编了中国第一本高等学校《古生物学》教材。

### 苏联进修
1957年，郝诒纯被派往苏联莫斯科大学进修，专业是微体古生物学。期间她去到高加索的原始森林与黑海等地进行实地的地质研究。1958年随中国青年代表团访问日本。1959年她用俄文写出题为《苏联克拉斯诺达尔边区诺沃罗西斯克一带白垩－第三纪有孔虫及其地层意义》的论文，在莫斯科大学学术委员会上宣读，与会的莫斯科大学和前苏联科学院的专家认为郝诒纯的论文是对工作地区白垩－第三纪地层和有孔虫动物群第一次系统的总结，提出了地层划分和对比的正确方案。同年秋从苏联莫斯科大学进修微体化石古生物学回国后与杨遵仪创建中国第一个底层古生物学专业，撰写了中国第一本微体古生物学讲义，并亲自授课。

### 对有孔虫与介形虫的研究
因中国的石油资源层既产于含有孔虫的海相地层，又产于含介形虫的陆相地层，20世纪60年代初郝诒纯带领课题组三次赴大庆参加石油会战，从陆相介形虫化石和其他微体古生物的研究中证实石油存在于大庆荒原之中。1961年在埃及开罗出席第二届亚非妇女会议。1963年，中国与古巴签定了技术援助协议，郝诒纯作为专家，被派到古巴帮助开展白垩纪-第三纪地层和海相微体生物的研究，指导地下水勘探和石油普查。文化大革命开始后，郝诒纯受到迫害，期间顶着压力整理文革前积累的资料。
1973年，她应聘到中国地质科学院主持对中国白垩系进行系统总结，主编了《中国地层概论》中的白垩系部分。
1974年在塔里木盆地开展科学研究。同年出版了专著《松辽平原白垩纪——第三纪介形虫化石》。

### 当选中科院院士
1978年起任中国地质大学教授。1979年重入中国共产党，经过重新审查后其党龄从1936年算起。
1980年当选为中国科学院学部委员（1993年后改称中国科学院院士）。她与曾学鲁、林甲兴、裘松余等编著的《有孔虫》专著出版，该著作总结了当时国内外的有孔虫化石资料及其生物地层学与石油勘查的意义。20世纪80年代初，她又注意到钙质超微化石的应用前景，著文介绍其研究现状，在中国率先开辟了这一新学科。
1983年当选九三学社中央副主席及全国三八红旗手。
1987年，她与其学生合作，把计算机技术应用于微体古生物学的科研和教学，筹建了几个门类的数据库，在此基础上完成了新生代浮游有孔虫的自动化鉴定软件。1992年，郝诒纯成为九三学社中央副主席，兼任九三学社北京市委第八届委员会主委。
1993年被选为九三学社北京市委员会主任委员和北京市第十届人民代表大会常务委员会副主任，同年受全国人民代表大会常务委员会委派, 代表中国出席联合国人口基金会组织的亚洲议员人口与发展论坛，两届被选为该论坛执行委员会副主席。同年2月组织了在北京召开的第十届亚洲人口与发展会议，在会上作了题为“中国妇女运动与人口的关系”的发言。1994年参加在开罗召开的“世界人口与发展”国际首脑会议和1995年在北京召开的第四次世界妇女大会，她率代表团或参加代表团访问了斯里兰卡、马来西亚、日本、越南、巴西、委内瑞拉、阿根廷、澳大利亚和瑞士等国。
1999年获何梁何利科学进步奖和李四光地质科学荣誉奖。

### 去世
2001年6月13日，郝诒纯因癌症于北京逝世，享年81岁。

## 学术成就

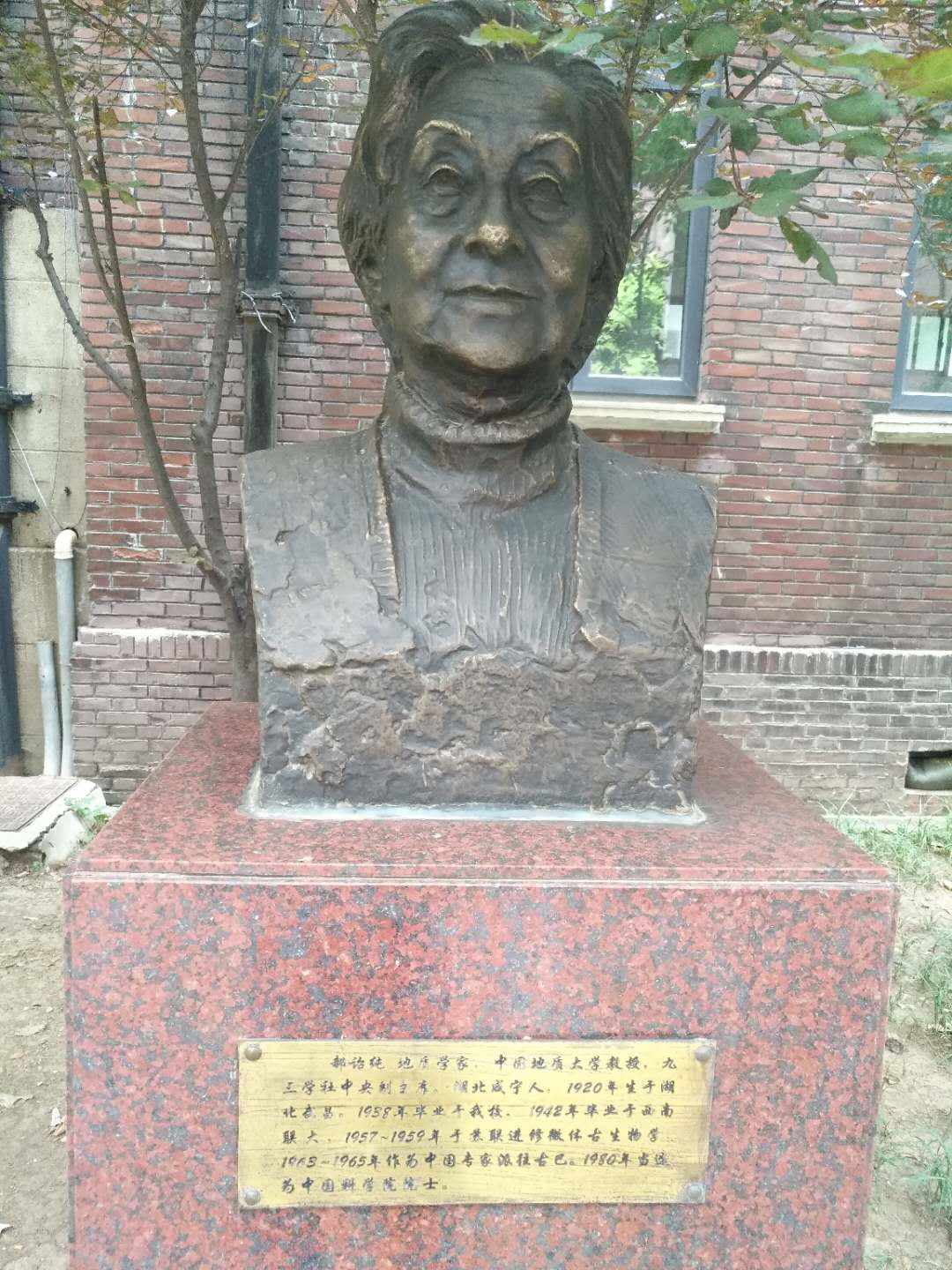
郝诒纯铜像，位于天津市耀华中学

郝诒纯早年从事地质普查找矿工作，后主攻微体古生物学，在有孔虫类和介形虫类化石及其生物地层学的研究方面取得了重要成就，促使微体古生物学在中国形成了系统学科。后将计算机技术应用于微体古生物学的科研和教学。其长年从事中国的教育工作，先后讲授过光性矿物学、工程地质学、普通地质学、地层学及地史学、古生物学、微体古生物学等多门地质基础课和专业课，培养了14名博士研究生、20多名硕士研究生和一批进修人员，发表论文50余篇、专著8种，编写和主编大学和中专教材6种。
郝诒纯又常瞄准美国和苏联这两个开展微体古生物学研究最早的国家，向中国大陆引进其先进理论和先进方法，组织力量进行研究。其研究坚持亲力亲为，曾称“不是自己取得的第一手资料就不敢动手写文章，不经过亲自实践就不敢随便下结论”。
其晚年从自己的积蓄中拿出20万元捐赠给中国地质大学，设立“郝诒纯地质教学奖”和“郝诒纯奖学金”，授予优秀中青年教师与地学类在校学生。

## 社会任职
郝诒纯是国际地层委员会白垩纪分会委员、国际介形虫研究委员会委员，历任中国古生物学会和中国微体古生物学会理事长。她曾任全国青年联合会第二届常委，第三届全国政协委员、第六届全国政协常委，第七、八届全国人大常委，第六、七届全国妇联副主席，北京市人大第十届常委会副主任。

## 著作
郝诒纯主持完成了《冲绳海槽第四纪微体古生物群及其地质意义》、《西沙北海槽第四纪微体生物群及其地质意义》、《有孔虫》、《松辽平原白垩第三纪介形虫》和《塔里木盆地西部晚白垩世—第三纪地层及有孔虫》、《中国的白垩系》等著作。从1956年的《古生物学》到1988年的《冲绳海槽第四纪微体生物群及其地质意义》，其独自或与他人合作，共完成地质学、古生物学专著八部及多篇学术论文。

## 个人生活
郝诒纯学生时代是西南联合大学公认的“校花”，邹承鲁、任继愈等都称赞过其长相漂亮、有才艺、组织能力强。此外她爱听古典音乐、爱背颂古诗词，大学时代是校篮球、排球队的队员，也参加田径等运动。
其夫为黄元镇，为中国共产党党员，曾就读于西南联大工学院土木工程系。二人育有一子黄旭东。

## 评价
- 中国地质大学：“郝诒纯教授把全部身心献给了党、献给了国家，献给了她热爱的事业。”[10]
- 洪绂曾：“郝诒纯将自己的毕生精力和全部身心无私地献给了人民，献给了国家，献给了她为之奋斗了一生的事业，也献给了九三学社的建设与发展，以其正直高尚的人格魅力、精湛渊博的学术成就赢得了广大社员的尊敬和爱戴，永远鼓舞、激励着我们。”[14]